# Sereď
Sereď (slk. do 1954. Sered, mađ. Szered)  je grad u zapadnoj Slovačkoj u Trnavskom kraju  upravno pripada Okrugu Galanta.

## Zemljopis
Sered leži na nadmorskoj visini od 129 metra i pokriva područje od 30,454 km². Nalazi se u Podunavskoj nizini na rijeci Váh, oko 20 km jugoistočno od Trnave, 33 km zapadno od Nitre i oko 55 km istočno od Bratislave. Najbliži planine su Mali Karpati na zapadu i Považský Inovec na sjeveru.

## Povijest
Sered se prvi put spominje 1313. godine kao Zereth. Naselje se nalazilo na takozvanom "Bohemian putu" koji vodio ka Pragu, na desnoj obali rijeke Váh je bila županijska granica između županija Pozsonije i Nyitre. Godine 1846. povezan je s Bratislavom i Trnavom željeznicom. Danas glavna gospodarska grana je prehrambena industrija (tvornica šećera, pekarska industrija i proizvodnju vina), u vrijeme Socijalističke Čehoslovačke, grad je bio centar industrije nikla, međutim ljevaonice su zatvorene nakon Baršunaste revolucije.

## Stanovništvo
| Godina:     | 1993.  | 2003.   | 2013.   | 2023.   |
| ----------- | ------ | ------- | ------- | ------- |
| Broj ljudi: | 17 379 | 17 317  | 16 106  | 15 166  |
| Razlika:    |        | -0,35 % | -6,99 % | -5,83 % |

| Godina:     | 2022.  | 2023.   |
| ----------- | ------ | ------- |
| Broj ljudi: | 15 290 | 15 166  |
| Razlika:    |        | -0,81 % |

Po popisu stanovništva iz 2001. godine grad je imao 17.406 stanovnika.
Nacionalnost: 
- Slovaci 96,16 %
- Mađari 1,32 %
- Česi 0,95 %
- Romi 0,65 %
- Rusini 0,03 %
- Nijemci 0,03 %
- Ukrajinci 0,02 %

Prema vjeroispovijesti najviše je rimokatolika 72,52 %, ateista 20,77 % i luterana 1,97 %.

## Poznate osobe
- Max Weiss, (austrijski šahist)
- Filip Müller (jedan od rijetkih preživjelih iz logora Auschwitz)

## Vanjske poveznice
- Službena stranica

### Ostali projekti
|  | Zajednički poslužitelj ima još gradiva o temi Sereď |